# Ulrich Wiechers
Ulrich Wiechers (* 11. Juli 1949 in Münster; † 26. September 2023 ebenda) war ein deutscher Richter am Bundesgerichtshof.
Nach Abschluss der juristischen Ausbildung trat Wiechers 1978 in Nordrhein-Westfalen in den dortigen höheren Justizdienst ein und war in diversen Positionen bei den Amtsgerichten Beckum und Gelsenkirchen, den Landgerichten Münster und Dortmund sowie dem Oberlandesgericht Hamm tätig. Am Landgericht Münster wurde Wiechers dann 1982 zum Richter ernannt und nach einer Abordnung an das Justizministerium Nordrhein-Westfalens zum Richter am Oberlandesgericht Hamm. Nach einer weiteren Station im Justizministerium Brandenburgs wurde er im Jahr 1992 zum Richter am Bundesgerichtshof ernannt. Am 13. Februar 2009 ernannte ihn Bundespräsident Horst Köhler zum Vorsitzenden Richter am Bundesgerichtshof.
Dabei wurde Wiechers vom Präsidium des Gerichts der Vorsitz des XI. Zivilsenates übertragen, der sich schwerpunktmäßig mit Bank-, Börsen- und Wertpapierrecht befasst. Wiechers war damit Nachfolger von Gerd Nobbe.
Mit Erreichen der Altersgrenze trat Wiechers zum 1. November 2014 in den Ruhestand. 